# Altinho
Altinho é um município brasileiro do estado de Pernambuco.

## História
No século XVIII, pelos anos de 1750 a 1760, o português José Vieira de Melo se estabeleceu à margem direita do Rio Una, com a fazenda de pecuária que chamou Fazenda Senhora do Ó, que deu origem à cidade de Altinho, por ser localizado num plano alto.
A fazenda ficava num planalto de 600 metros de altitude. Sendo esse homem muito católico,  edificou no local a Capela de Nossa Senhora do Ó, que atraiu ao lugar pessoas para residir,  constituindo o Povoado de Altinho. Posteriormente edificou um templo maior que foi a Igreja Matriz de Nossa Senhora do Ó, passando a capela primitiva a se chamar Capela Nossa Senhora do Rosário.
O desenvolvimento do povoado teve grande influência religiosa, mas teve mesmo como fator predominante a estrada de Garanhuns - Recife que passava por Altinho e que trouxe grande número de viajantes, que ali se instalaram, adquirindo terras, desenvolvendo a pecuária e a agricultura.
O Distrito foi  criado com a denominação de Altinho, pela lei provincial nº 45, de 12 de junho de 1837. Foi elevado à categoria de vila com a denominação de Altinho, pela lei provincial nº 1560, de 30 de maio de 1881, desmembrado de Caruaru. Ficou constituído do distrito sede,  instalado em 11 de abril de 1884. Pela provincial nº 1829, de 28 de junho de 1884, e por lei estadual nº 991, de 1 de julho de 1909, foi criado o distrito de Bebedouro e anexado ao município de Altinho. Elevado à condição de cidade  e sede do município pela lei estadual nº 400, de 28 de junho de 1899. Pela lei municipal nº 35, de 20 de agosto de 1900, foi criado o distrito de Cachoeira Grande e anexado ao município de Altinho. Em divisão administrativa referente ao ano de 1911,  o município é constituído de 3 distritos: Altinho, Bebedouro e Cachoeira Grande. Pelo decreto estadual nº 1931, de 11 de setembro de 1928, foi desmembrado do município de Altinho o distrito de Bebedouro, elevado à categoria de município com o topônimo de Agrestina. Em divisão administrativa referente ao ano de 1933, o município é constituído de 2 distritos: Altinho e Cachoeira Grande. Pela lei municipal nº 7, de 18 de fevereiro de 1937, foi criado o distrito de Ibirajuba e anexado ao município de Altinho. Em divisão territorial datada de 31-XII-1937,  o município é constituído de  3 distritos: Altinho, Cachoeira Grande e Ibirajuba. Pela decreto-lei nº 235, de 9 de dezembro de 1938, o distrito de Cachoeira Grande passou a denominar-se Ituguassú. No quadro fixado para vigorar no período de 1944-1948, o município é constituído de 3 distritos: Altinho, Ibirajuba e Ituguassú.
Em divisão territorial datada de 1-VII-1955, o município é constituído de 3 distritos: Altinho, Ibirajuba e Ituguassú. Assim permanecendo em divisão territorial datada de 1-VII-1960.
Pela lei estadual nº 4943, de 20 de dezembro de 1963, foi desmembrado do município de Altinho o distrito de Ibirajuba, elevado à categoria de município. Em divisão territorial datada de 31-XII-1963, o município é constituído de 2 distritos: Altinho e Ituguassu.  Assim permanecendo em divisão territorial datada de 2005.

## Geografia
O município está incluído na área geográfica de abrangência do semiárido brasileiro, definida pelo Ministério da Integração Nacional em 2005. Esta delimitação tem como critérios o índice pluviométrico, o índice de aridez e o risco de seca.
O município está inserido na unidade geoambiental do Planalto da Borborema, a 454 metros de altitude. O relevo apresenta-se suave e ondulado. A vegetação nativa é composta por caatinga hiperxerófila.
Altinho encontra-se inserido nos domínios da Bacia Hidrográfica do Rio Una.
Tem como principais tributários os rios Taquara, Chata e os riachos da Cabeleira, do Morcego, da Mandioca, do Saco, do Letreiro e Exu, todos em regime de escoamento intermitente.

## Política
Após comandar a Prefeitura de Altinho por três mandatos, de 1989 a 1993 e entre 1997 e 2005, José Ferreira de Omena (PSDB), o Zeca Omena, foi preso em janeiro de 2013, depois de condenado a cinco anos e 10 meses de prisão, acusado de fraudar 58 processos licitatórios em 1992. Ele responde ainda a outra ação e pode ser condenado a 11 anos de prisão. Zeca Omena veio a obito em 2018.
 Mesmo respondendo a condenações diversas na Justiça, Omena conseguiu eleger para prefeito seu filho Sávio Omena (PSB) em 2008. Sávio foi derrotado em 2012, quando tentou a reeleição.

## Esportes
A cidade de Altinho possui um clube no Campeonato Pernambucano de Futebol, o Altinho Futebol Clube, que joga de mandante no Estádio Olívio Lemos.